# Trostruka zvijezda
Trojna zvijezda zvjezdani sustav kojeg čine tri gravitacijski vezane zvijezde. Često je u obliku kojeg čini dvojna (dvostruka) zvijezda okolo kojeg (kojih) kruži na većoj udaljenosti treća zvijezda. Primjer takve zvijezde je Alfa Centauri, naš najbliži zvjezdani sustav.